# Furcula ludovicae
Furcula ludovicae är en fjärilsart som beskrevs av Rudolf Püngeler 1901. Furcula ludovicae ingår i släktet Furcula och familjen tandspinnare. Inga underarter finns listade i Catalogue of Life.